# ヘネシー・ヴェノムF5
ヘネシー・ヴェノムF5（The Hennessey Venom F5）は、2017年に設立されたアメリカの車両製造会社ヘネシー・スペシャル・ビークルズが開発・製造するスポーツカーである。

## 解説
ヘネシーはこの車両の開発に関して、イギリスのシルバーストーンにあるデルタ・モータースポーツと契約しており、この車両は、同社が認定されたタイトル・メーカーとしては初の、まったく新しい独自車両となる。デルタ・モータースポーツはまた、ヘネシーのために先代のヴェノムGTの全車両をイギリスの施設で生産していた。
F5という名前は、藤田スケールで最高ランクの風速261～318 mph（時速420～512 km）を記録するF5竜巻にちなんでいる。メーカーは、最高時速311 mph（時速501 km）を超え、世界最速の市販車の称号を得ることを目指している。

## 初回リリース
ヘネシー・ヴェノムF5は2014年8月に初めて公開された。その後、2017年11月1日にラスベガスで開催されたアメリカSEMAショーでエクステリアモックアップとして公開された。これにはエンジンや内装は含まれていなかった。